# Красная Орловка (Амурская область)
Кра́сная Орло́вка — село в Михайловском районе Амурской области России.
Входит в состав Чесноковского сельсовета.

## География
Село Красная Орловка стоит на левом берегу реки Амур, на российско-китайской границе, в 8 км южнее районного центра Поярково.
На восток от села Красная Орловка идёт дорога к селу Шадрино.
Расстояние до административного центра Чесноковского сельсовета села Чесноково — 17 км (через Шадрино).

## Население
| 2002 | 2010 | 2012 | 2013 | 2014 | 2015 | 2016 |
| ---- | ---- | ---- | ---- | ---- | ---- | ---- |
| 153  | ↘145 | ↘143 | →143 | ↘132 | →132 | ↗134 |
| 2017 | 2018 |      |      |      |      |      |
| ↗135 | ↘129 |      |      |      |      |      |

## Улицы
- ул. Воронова,
- ул. Набережная,
- ул. Новая,
- ул. Речная
- ул. Центральная.